# آپاتین
آپاتین (به صربی: Apatin) یک روستا در صربستان است که در Apatin District واقع شده‌است.